# 사소한 도전 60초
{{
|제목 색 = 
|방송명 = 사소한 도전 60초
|원제 = Minute to Win It
|시청등급 = 12
|그림 =
|그림 설명 = 
|장르 = 예능
|방송 시간 = 매주 일요일 오전 9시 25분
|방송 분량 = 
|방송 기간 = 2011년 6월 12일 ~ 2011년 8월 7일
|방송 횟수 = 8부작
|방송 시즌 = 
|방송 국가 =  대한민국
|방송 채널 = MBC
|추가 편성 = 
|기획 = 
|제작 = 
|총감독 = 
|책임프로듀서 = 
|감독 = 
|프로듀서 = 
|연출 = 이종혁
|원작 = Minute to Win It (NBC)
|조연출 = 
|각본 = 
|대본 = 
|구성 =  
|출연자 = 오상진 외
|음성 = 2채널 스테레오 사운드(아날로그)
2채널 돌비 디지털(디지털)
|자막 = 청각 장애인들을 위한 자막 방송
|데이터 방송 = 
|고화질 방송여부 = HD 제작 · 방송
|여는 곡 = 
|닫는 곡 = 
|외부 링크 = http://www.imbc.com/broad/tv/ent/60sec/
|외부 링크 이름 = MBC 사소한 도전 60초 홈페이지
|비고 = 
}}
《사소한 도전 60초》는 대한민국의 방송국 MBC에서 방송했던 서바이벌 프로그램이다.

## 개요
차례차례 10개 미션을 각 60초 안에 성공하면 최고상금 2000만원을 획득하는 서바이벌 쇼다. 컵, 종이, 풍선, 공, 깡통 등 주위에서 흔히 볼 수 있는 물건들을 이용하는 게임들이 있다.

## 게임설명
도전자는 3번의 기회와 1번의 서포터즈 찬스가 주어지며, 3번 실패하면 게임은 끝난다.
서포터즈찬스는 서포터즈가 대신해주는 것인데, 성공하면 도전자의 성공으로 인정, 실패하도 3번의 기회랑 무관하다.

## 상금
- 세이프티 단계인 1,5,8단계는 도전에 실패해도 세이프티 단계 상금은 가져갈 수 있으며, 중간에 도전을 멈추면 성공한 전단계의 상금을 가져갈 수 있다.

| 단계 | 상금(만원) |
| ---- | ---------- |
| 1    | 10         |
| 2    | 20         |
| 3    | 50         |
| 4    | 100        |
| 5    | 200        |
| 6    | 300        |
| 7    | 500        |
| 8    | 700        |
| 9    | 1000       |
| 10   | 2000       |

## 주요 참가자 결과
- 광희 - 8단계까지 성공 (서포터 : 민우)
- 장우혁 - 7단계에서 탈락
- 가희 - 6단계에서 탈락 (서포터 : 정아)
- 이유진 - 4단계에서 탈락